# Cantó de Cosne-Cours-sur-Loire-Nord
El cantó de Cosne-Cours-sur-Loire-Nord és un cantó francès del departament de la Nièvre, a la regió de Borgonya-Franc Comtat. Està inclòs al districte de Cosne-Cours-sur-Loire, compta amb cinc municipis i el cap cantonal és Cosne-Cours-sur-Loire.

## Municipis
- Annay
- La Celle-sur-Loire
- Cosne-Cours-sur-Loire-Nord
- Myennes
- Neuvy-sur-Loire

## Història
| Data d'elecció                           | Identitat                   | Partit                     | Qualitat |
| ---------------------------------------- | --------------------------- | -------------------------- | -------- |
| 1945-1970                                | Jacques Gadoin              | RGR, després divers droite |          |
| 1970-1982                                | Jacques Huyghues des Étages | Divers gauche, després PS  |          |
| 1982-1988                                | Jacqueline Rostain          | PS                         |          |
| 1988-1994                                | Jean Testard                | UDF                        |          |
| 1994-                                    | Michel Poinsard             | PS                         |          |
| les dades anteriors no són pas conegudes |                             |                            |          |
|                                          |                             |                            |          |